# Guilt (serie televisiva)
Guilt è una serie televisiva britannica e statunitense, andata in onda su Freeform il 13 giugno 2016. La serie, prodotta dalla Lionsgate Television e da Freeform Original Productions è stata creata da Kathryn Price e Nichole Millard. Freeform mando in produzione l'episodio pilota nel giugno 2015, e trasmise la serie nel novembre 2015. Il 20 ottobre 2016, Freeform ha annunciato di aver cancellato la serie dopo una stagione.
In Italia l'intera serie è stata pubblicata su Netflix il 14 aprile 2017.
Daisy Head interpreta Grace Atwood, una studentessa americana a Londra la cui coinquilina, Molly Ryan, viene uccisa. La gente inizia a sospettare della protagonista, accusata di aver commesso il crimine. Oltre ad Head nella parte di Grace Atwood, nella serie è presente Emily Tremaine che interpreta la sorella di Grace, Billy Zane nel ruolo dell'avvocato difensore assunto per proteggere Grace, Cristian Solimero e Naomi Ryan nei ruoli di due membri della polizia, Sam Cassidy nel ruolo di un membro della Famiglia reale britannica, Simona Brown e Zachary Fall nei ruoli di amici di Grace, e Kevin Ryan nel ruolo del fratello di Molly Ryan.

## Trama
La giovane studentessa Grace Atwood si ritrova incastrata in un'indagine quando la sua migliore amica, Molly Ryan, viene uccisa, e lei diventa la prima sospettata del crimine. La sorella di Grace, Natalie, rimane al suo fianco, ma non sa se credere o no a quello che Grace dice. Mentre la polizia di Londra investiga sull'omicidio, i membri del sex club di alta moda Courtenay continuano a praticare le loro segrete notti esplicite con le prostitute. Sono molti i sospetti secondo cui Grace abbia ucciso Molly, ma per tutta la serie non si comprende se è stata veramente Grace ad aver commesso l'omicidio, oppure Grace se è solamente accusata a torto dai giornalisti e dagli investigatori.

## Personaggi e interpreti

### Principali
- Grace Atwood, interpretata da Daisy Head. Una studentessa americana che vive a Londra accusata di aver ucciso la sua coinquilina Molly trovata morta nel loro appartamento.[5]
- Natalie Atwood, interpretata da Emily Tremaine. Un'assistente procuratrice distrettuale di Boston che vola a Londra per supportare Grace dopo che sua sorella minore viene implicata nella morte di Molly.[6]
- Sergente Alex Bruno, interpretato da Cristian Solimeno. Il capo del caso di omicidio di Molly Ryan. Inizia anche a sviluppare dei sentimenti per Natalie Atwood.
- Gwendolyn "Gwen" Hall interpretata da Naomi Ryan: Una CPS assegnata al caso di Molly Ryan che ha avuto  in precedenza un rapporto sessuale con il Sergente Bruno.
- Roz Walters, interpretata da Simona Brown. Una DJ inglese emergente, coinquilina di Grace e Molly con una doppia vita come dipendente al sex club di lusso.
- Luc Pascal, interpretato da Zachary Fall. Un artista drogato e ragazzo di Grace che diventa il primo sospettato nell'omicidio di Molly.[5]
- Patrick Ryan, interpretato da Kevin Ryan. Fratello maggiore di Molly che vuole scoprire chi ha ucciso la sorella.[5]
- Principe Theo, interpretato da Sam Cassidy. Un membro della Famiglia reale britannica e cliente del sex club che condivide un legame personale con Molly.
- Stan Gutterie, interpretato da Billy Zane. Un avvocato assunto da James (patrigno di Grace e Natalie) per aiutare Grace.[5]

### Secondari
- Pike interpretato da Robbie Gee: Ispettore Capo coinvolto nel caso di Molly Ryan, e migliore amico di Alex.
- Kaley interpretata da Amber Jean Rowan: una giovane ragazza irlandese, diventata una prostituta del sex-club Courtenay e amante di Roz prima di lasciare il sex-club e di innamorarsi di Patrick.
- Phillip Baker interpretato da Osi Okerafor: braccio destro del Principe Theo e colui responsabile di aver eliminato le tracce del Principe nel caso di Molly.
- Veena Patel interpretata da Sujaya Dasgupta: un'aspirante giornalista che farebbe di tutto per il suo lavoro.
- Molly Ryan interpretata da Rebekah Wainwright: una studentessa del college uccisa nel suo appartamento in cui viveva con due amiche, Roz e Grace. Molly aveva una relazione con il Professore Geoffrey Linley, e per questo era nemica della moglie del professore, Beatrice. Molly lavorava anche come prostituta al sex-club Courtenay prima di essere uccisa. Era incinta del Principe Theo quando fu uccisa. Alla fine viene rilevato che Luc Pascal è il suo assassino.
- Charlotte Crokleby interpretata da Katie Clarkson-Hill: la futura moglie del Principe Theo, scopre che lui ha a che fare con le prostitute.
- James interpretato da Anthony Head: patrigno di Grace e Natalie coinvolto nelle mafia russa.
- Neville Harris interpretato da Ryan Gerald: un giovane ragazzo che vive nell'edificio accanto a quello di Molly e Grace e stalkerava Molly. Neville è affetto da una malattia mentale ed è ricoverato in un centro di cura quando tenta di ferire Grace. Tuttavia, Neville diventa un testimonio di quello che è successo a Molly.
- Finch interpretato da Michael Lindall: uno dei responsabili del sex club Courtenay.
- Josh interpretato da Jonathan Howard: Un ufficiale di polizia responsabile del trasporto di Grace quando fu accusata di aver ucciso Molly. Aiuta per poco tempo Grace a fuggire, ma viene fermato quando i due hanno un incidente d'auto.

## Episodi
| Stagione       | Episodi | Prima TV USA | Prima TV Italia |
| -------------- | ------- | ------------ | --------------- |
| Prima stagione | 10      | 2016         | 2017            |